# Rivière Auglaize
La rivière Auglaize (en anglais : Auglaize River ; en shawnee : Kathinakithiipi) est une rivière des États-Unis longue de 182 kilomètres située dans l'État de l'Ohio.

## Géographie
Le cours d'eau prend son cours dans le comté d'Auglaize. La rivière s'écoule vers le nord et rejoint, après un parcours de 182 kilomètres, la rivière Maumee qui s'écoule jusqu'au lac Érié. La rivière s'écoule dans l'État de l'Ohio. La rivière Auglaize reçoit les eaux de son principal affluent la rivière Blanchard.

## Histoire
À l'époque de la Nouvelle-France, les explorateurs français et canadiens-français dénommèrent ce cours d'eau « Rivière au Glaise » en raison de la terre glaise située de part et d'autre du cours d'eau. Les tribus amérindiennes des Miamis et des Outaouais vivaient dans la région de ce cours d'eau. Ce lieu fut ravagé par la guerre amérindienne du Nord-Ouest, une guerre qui opposa les États-Unis et une confédération de plusieurs nations amérindiennes pour le contrôle du Territoire du Nord-Ouest. Elle fait suite à plusieurs siècles de conflits sur ce territoire, entre les tribus amérindiennes tout d'abord, puis entre les puissances européennes : France, Grande-Bretagne et leurs colonies.